# Marea scofală (album)
Marea scofală este cel de-al doilea album al trupei Getto Daci, totodată fiind și ultimul album al trupei, iar după aproximativ un an de la lansarea albumului, Deceneu scoate EP Operatiunea Monstru. Ca și pe albumul precedent, trupa era compusă tot din  Deceneu, Piele, Romichete, Ioio, Dacian Draco și Os, primul album al trupei fiind Daciada lansat în 1998. Albumul a fost lansat pe data de 07 noiembrie 1999 doar pe casetă la casa de discuri A&A Records, nebeneficiind de nici un videoclip. Albumul conține în total 10 piese, iar ca invitați pe acest album îi avem pe Methadon 3000 pe piesa Getto-daci 2000 și A-Normalii pe piesa Zi-le colegule.

## Tracklist[3]
| Fața A |                       |          |            |         |  |
| Nr.    | Titlu                 | Autor(i) | Text       | Lungime |  |
| 1.     | „Eu sunt acela”       | DJ Sleek | Getto Daci | 4:23    |  |
| 2.     | „Pe aici nu se trece” | DJ Sleek | Getto Daci | 4:15    |  |
| 3.     | „Marea scofală”       | DJ Sleek | Getto Daci | 4:54    |  |
| 4.     | „Piele și Os”         | DJ Sleek | Getto Daci | 4:29    |  |
| 5.     | „Filozofie pe felie”  | DJ Sleek | Getto Daci | 3:25    |  |

| Fața B          |                                           |                 |                 |         |  |
| Nr.             | Titlu                                     | Autor(i)        | Text            | Lungime |  |
| 6.              | „Nu mă poți da jos”                       | DJ Sleek        | Getto Daci      | 5:02    |  |
| 7.              | „Getto-daci 2000” (Feat. Methadon 3000)   | DJ Sleek        | Getto Daci      | 3:56    |  |
| 8.              | „Dar tu ce credeai”                       | DJ Sleek        | Getto Daci      | 3:48    |  |
| 9.              | „Zi-le colegule” (Feat. A-Normalii)       | DJ Sleek        | Getto Daci      | 4:02    |  |
| 10.             | „De unde pleacă, valul acolo se întoarce” | DJ Sleek        | Getto Daci      | 3:25    |  |
| Lungime totală: | Lungime totală:                           | Lungime totală: | Lungime totală: | 37:39   |  |